# Naivasha
Naivasha ist eine Stadt im Nakuru County in Kenia und liegt nordwestlich von Nairobi am Naivashasee.
Naivasha liegt am Streckenverlauf der Uganda-Bahn und am Highway zwischen Nairobi und Nakuru und ist knapp zwei Autostunden von Nairobi entfernt.
Am 25. September 2003 wurde in Naivasha das Übereinkommen zu Sicherheitsfragen des Naivasha-Abkommens unterzeichnet.
Im Januar 2008 kam Naivasha während der Unruhen in Kenia in die internationalen Schlagzeilen, als aus Armeehubschraubern auf eine aufgebrachte Menschenmenge geschossen wurde.

## Einwohnerentwicklung
Die folgende Übersicht zeigt die Einwohnerzahlen nach dem jeweiligen Gebietsstand.
| Jahr | Einwohner |
| ---- | --------- |
| 1969 | 6.920     |
| 1979 | 11.491    |
| 1999 | 32.222    |
| 2009 | 91.993    |
| 2019 | 198.444   |

## Wirtschaft und Infrastruktur

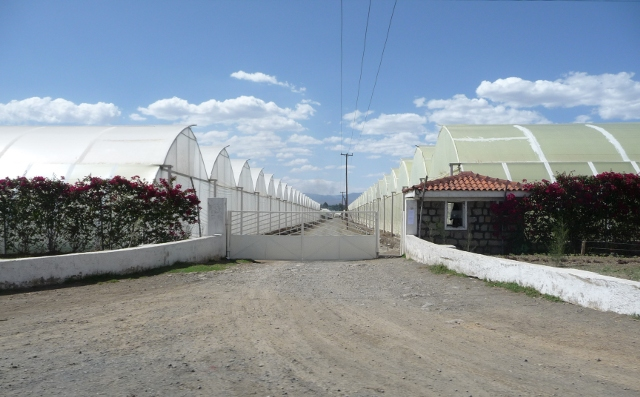
Gewächshäuser für die Schnittblumenproduktion in Naivasha

Der Hauptwirtschaftszweig ist die Landwirtschaft, rund um Naivasha werden hauptsächlich Schnittblumen, insbesondere Rosen, für den Export angebaut. Die größte Schnittrosenfarm in Naivasha ist Sher Karuturi mit rund 3000 Mitarbeitern.
Neben der Landwirtschaft lebt die Stadt vor allem von Touristen, die hier auf dem Weg zu den Nationalparks Hell’s Gate und Longonot und zum Mount Longonot übernachten.
Als Ausgangspunkt für Touristen verfügt Naivasha über mehrere Hotels verschiedener Preisklassen, Banken, Einkaufsmöglichkeiten, Restaurants, Schulen und Einrichtungen der medizinischen Grundversorgung.
Bei Naivasha befinden sich die einzigen Weinberge Kenias, in denen seit 1985 Trauben für Weiß- und Rotwein wachsen.

## Persönlichkeiten
- Cleophas Oseso Tuka (* 1967), römisch-katholischer Geistlicher und Bischof von Nakuru